# ميشيل بيكار (لاعبة هوكي الجليد)
ميشيل بيكار (بالإنجليزية: Michelle Picard)‏ هي لاعبة هوكي الجليد أمريكية، ولدت في 27 مايو 1993 في تونتون في الولايات المتحدة.

## وصلات خارجية
- ميشيل بيكار على موقع EliteProspects.com (الإنجليزية)
- ميشيل بيكار على موقع أوليمبيديا (الإنجليزية)